# دیتسمایری
دیتسمایری (به ارمنی: Դիցմայրի) یک منطقهٔ مسکونی در ارمنستان است که در استان سیونیک واقع شده‌است.  در  کیلومتری جنوب کاپان، مرکز استان سیونیک واقع شده است.

## خصوصیات
دیتسمایری  ۱۶۵ نفر جمعیت دارد و در ارتفاع  متر بالاتر از سطح دریا قرار گرفته است.